# سانتیاگو تکیسکیاک
سانتیاگو تکیسکیاک (به اسپانیایی: Santiago Tequixquiac) یک منطقهٔ مسکونی در مکزیک است که در ایالت مخیکو واقع شده‌است. سانتیاگو تکیسکیاک ۱۰٫۸۳ کیلومتر مربع مساحت دارد ۲٬۱۰۰ متر بالاتر از سطح دریا واقع شده‌است.

## نگارخانه